# Тишкино (Моркинский район)
Тишкино (мар. Чишкан) — деревня в Моркинском районе Республики Марий Эл. Входит в состав Себеусадского сельского поселения.

## География
Находится в юго-восточной части республики Марий Эл на расстоянии приблизительно 4 км по прямой на запад-северо-запад от районного центра посёлка Морки.

## История
Известна с 1839 года как выселок, где находилось 10 дворов, насчитывались 23 мужчины. В 1859 году числилось 12 дворов, проживали 89 человек. В 1886 году называлась околоток Чедрасола (Тишкино) и лишь в 1919 году упоминается деревня Тишкино, в которой проживали 130 человек. В 1925 году население составляло 127 человек, из них 126 — мари. В 2004 году в деревне находится 16 хозяйств. В советское время работал колхоз им. Карла Маркса.

## Население
Население составляло 52 человека (мари 100 %) в 2002 году, 36 в 2010.